# Gamasiphis decoris
Gamasiphis decoris är en spindeldjursart som beskrevs av Wolfgang Karg 1990. Gamasiphis decoris ingår i släktet Gamasiphis och familjen Ologamasidae. Inga underarter finns listade i Catalogue of Life.